# Гуччи, Патриция
Патриция Гуччи (итал. Patricia Gucci; родилась 1 марта 1963, Лондон, Великобритания) — итальянская предпринимательница, внебрачная дочь Альдо Гуччи от Бруны Паломо, внучка основателя дома Гуччо Гуччи. Её родители поженились, когда Патриции было 24 года. С 1982 года Патриция была членом совета директоров дома Гуччи, позже стала единственной наследницей отца.
В 2018 году Патриция основала Aviteur — компанию по организации путешествий класса люкс. Автор мемуаров, опубликованных в 2016 году под названием «От имени Гуччи». Мать трёх дочерей — Александры (в замужестве Зарини), Виктории, Изабеллы.